# Анютино (Тверская область)
Анютино — деревня в Удомельском городском округе Тверской области.

## География
Деревня находится в северной части Тверской области на расстоянии приблизительно 11 км на восток по прямой от железнодорожного вокзала города Удомля в 2 км на северо-восток от разъезда Альфимово на железной дороге Бологое-Рыбинск.

## История
Впервые упоминается в 1859 году как имение Г. А. Певцова. Дворов (хозяйств) было 4 (1859 год), 12 (1886), 14 (1911), 18 (1958), 3 (1986), 1 (1999). В советский период истории работали колхозы им. Политотдела. «1-е Мая», «Зарьковский Ударник», «Актив» и совхоз «Еремковский». До 2015 года входила в состав Рядского сельского поселения до упразднения последнего. С 2015 года в составе Удомельского городского округа.

## Население
Численность населения: 26 человек (1859 год), 55 (1886), 104 (1911), 42 (1958), 9 (1986), 7(1999), 0 в 2002 году, 1 в 2010.